# Pierre Kröger

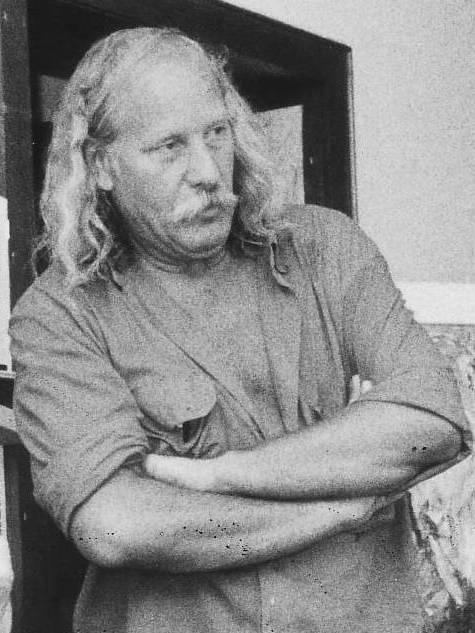
Pierre Kröger (1986)

Pierre Kröger (* 23. September 1938 in Darmstadt; † 18. Dezember 2022 ebenda) war ein deutscher Maler und Grafiker.
Pierre Kröger wuchs in Darmstadt auf und erlebte dort die Kriegsjahre. Nach der Zerstörung der Stadt am 11. September 1944 flohen er, seine Mutter Marianne und die beiden Geschwister Christel und Klaus nach Erfurt. Der Vater überlebte die Darmstädter Brandnacht nicht.
Nach Schulzeit und Rückkehr nach Darmstadt begann Pierre Kröger eine Bauschlosserlehre, die er 1957 abschloss. Danach studierte er von 1957 bis 1961 an der Werkkunstschule Darmstadt Gebrauchsgrafik bei Helmut Lortz und Fritz Fischer-Nosbisch. Nach neun Semestern legte er dort das Staatsexamen mit Auszeichnung ab.
Pierre Kröger war seit 1968 Mitglied der Darmstädter Sezession. Seit 1965 unternahm er Studien- und Fernreisen durch Europa, Nordafrika, Südostasien, Südamerika und die USA. Zahlreiche Werke entstehen während seiner Reisen. Sie befinden sich heute in namhaften Privatsammlungen und im öffentlichen Besitz.
1981 erhielt Pierre Kröger den Kunstpreis der Stadt Darmstadt, 1984 den Internationalen Senefelder Preis für Lithografie.
1986 begegnete Pierre Kröger dem italienischen Maler Emilio Vedova.

## Leben und Werk
In der Kriegs- und Nachkriegszeit erlebte Pierre Kröger die Schule als „autoritär“ und „zwanghaft“. Für diese Zeit beschreibt der Maler den frühen Tod des Vaters als besonders verlustreich („er fehlte sehr, besonders auch in der Schulzeit“). Nach diesen „grauenvollen Erlebnissen“ nahm Pierre Kröger die Zeit an der Werkkunstschule in Darmstadt als persönlichen Neuanfang wahr. Er führt dieses Erleben auf die Lehre seines frühen Förderers Helmut Lortz zurück. Seine zwanglose Art und seine kindliche Freude, die er in der Fachklasse bei gelungenen Arbeiten zum Ausdruck brachte, waren für ihn „Anregung“ und „Aufschwung“ zugleich (ebd.). Ein weiterer, wichtiger Weggefährte und Freund war für Pierre Kröger der Darmstädter Maler und Kunstpreisträger Peter Steinforth. Beide lebten über viele Jahre in unmittelbarer Nachbarschaft. Der 1923 geborene Steinforth war für Kröger ein geschätzter Diskussionspartner. Seine Erfahrung und seine Fähigkeit, Kunst intellektuell zu begreifen, inspirierten Kröger in der Weiterentwicklung seiner eigenen Malerei.
Seinen Weg als freischaffender Künstler finanzierte Pierre Kröger bis 1968 mit dem Erlös aus gebrauchsgrafischen Arbeiten. Erst nach Aufgabe dieser „zweckgebundenen künstlerischen Arbeit“ wagte er sich an die Malerei und öffnete nach und nach den strengeren graphischen Duktus. Von hier aus bewegte sich Pierre Kröger hin zu einem „Meister des Aquarells“ und ist doch auch anderen Techniken verpflichtet. 

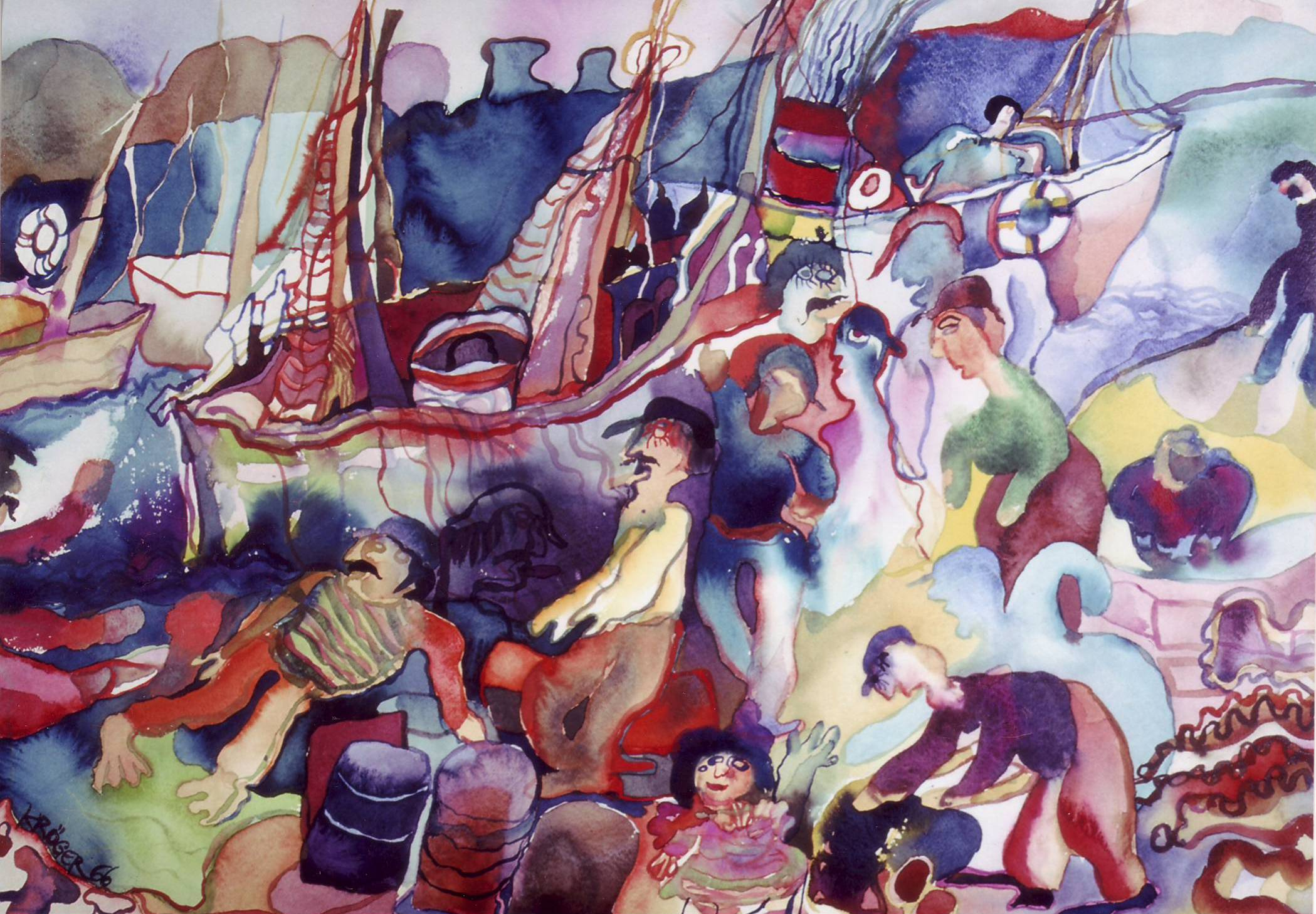
Pierre Kröger, Kykladenhafen 1966, Aquarell, 49 × 71 cm (Privatsammlung)

Schon in der Schulzeit wusste er eindrucksvoll zu zeichnen, erschuf in den Anfangsjahren seiner Werkkunstschulzeit Grafiken, Gouachen und erste Ölbilder.

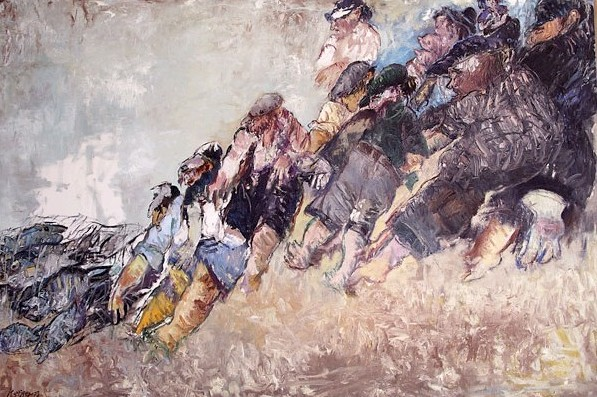
Pierre Kröger, Fischer am Strand von Nazaré, 2013, Öl auf Leinwand, 130 × 195 cm

Ekkehard Mai, ehemaliger Direktor des Wallraf-Richartz-Museum in Köln, untersuchte 1990 als Autor in Krögers Monographie „Aquarelle“ die „Geburt der Kunst aus dem Geist des Aquarells“. Er argumentiert, dass alle von Pierre Kröger betriebenen Techniken letztlich aus der virtuosen Fähigkeit im Umgang mit der Wasserfarben-Malerei erwüchsen. Roland Held sagt dazu, dass man die wechselnden Ausprägungen des Aquarells verfolgen könne von den noch „grafisch orientierten, regenbogenfarbigen Blättern“, die aus der Zeit vor 1970 Aufmerksamkeit erregten, bis zum reiferen Stil der siebziger und achtziger Jahre. Diese wiederum seien geprägt von einer Autonomie der Farbe, „die – nun ohne lineare Hilfen – ganz aus eigenen Mitteln bewegte Figuren in schwebender Räumlichkeit“ hervorbrächte.
1981 wurde Pierre Kröger der Kunstpreis der Stadt Darmstadt verliehen. In der Begründung für die Auszeichnung durch den Magistrat heißt es, dass „dem vehementen Vortrag des Frühwerks“ eine Epoche folgt, „in der eine starke Reduktion der Farbe und eine ebenso starke Reduktion des Gegenstandes“ beobachtbar sind. Für Roland Held zeigt sich diese Weiterentwicklung in immer „größeren Spielräumen“, einer „Spontaneität der Hand“ und einer „Zufälligkeit des Materials“. Eine insgesamt bedeutsame Entwicklung, die „den Verlockungen einer Virtuosität, die in Gefälligkeit hätte enden können“ den Riegel vorschob. Pierre Kröger arbeitete auch an der Weiterentwicklung seines technischen Repertoires und wurde dafür ausgezeichnet. 1984 erhielt er den Internationalen Senefelder Preis für Lithografie in Offenbach.
Pierre Kröger galt als ein moderner, lyrisch-expressiver Maler, der es – wie beim Bild Fischer am Strand von Nazaré – versteht, „die Grenzen zwischen aktueller Gegenwartsbeobachtung und dem Gefühl von Erinnerung und mythologischer Bedeutung“ verschwimmen zu lassen. Die aktuelle Malerei wird beschrieben als ein „nuancenreiches Farbspiel“, das sich einem wichtigen Parameter der Kunsttheorie, der Ästhetik verschrieben hat. In ihr ließe sich das „ganze Repertoire malerischer Spielarten“ finden, die Künstler wie Vincent Van Gogh, Henri Matisse, Ludwig Kirchner und James Ensor im Übergang vom 19. zum 20. Jahrhundert erstmals in die Malerei einführten.
Pierre Kröger wurde auf dem Alten Friedhof in Darmstadt (Grabstelle: II P 76) bestattet.

## Privatleben
1967 heirateten Pierre Kröger und Rosa-Maria Kröger-Hofrichter. 1968 wurde ihr gemeinsamer Sohn Robin geboren. Die Ehe wurde 1973 geschieden. 1988 schlossen Pierre und Heidi Kröger die Ehe. Heidi Kröger verstarb 2001. Danach war Pierre Kröger mit Barbara Kröger-Friedenstab verheiratet. Das Paar lebte in Darmstadt.

## Rezeptionen
- „Um Gefühle geht es, nicht um ein intellektuelles Konzept. Um die körperliche Grundlage unseres Lebens geht es, die unendliche Zirkulation des Begehrens auf der einen Seite, die Tatsache von Verletzlichkeit und Tod auf der anderen Seite.“ Jürgen Kisters (Kölner Stadt-Anzeiger)[14]
- „Jedes Mal, wenn ich (…) – nach längeren Perioden – auf's Neue (mit Pierre Kröger – Anm. des Autors) zusammentreffe, dann wird man innerhalb kürzester Zeit neuerlich in Bann gezogen, ist man wie verwandelt. Man ist begeistert, hört den sinnlich und ungemein vital vermittelten Abenteuern der jüngsten Reisen und Erfahrungen zu und wird mitgerissen von einem Strom von Bildern, die für unbändiges Leben stehen. Es sind Bilder eines kraftvollen, farbigen und intensiven Ertrages durch Eindrücke von Landschaften, Menschen, nahem und fernem Leben, das einem prall, anregend und lebenssteigernd in wahrlich kunstvoller Verdichtung nicht nur zu Gehör, sondern vor allem ungemein vor Augen tritt.“ Ekkehard Mai (ehem. Direktor Wallraf-Richartz-Museum Köln)[15]
- „Künstlerische Sensibilität, Traum und scharfes Bewusstsein gehen genau die Ehe ein, die einen Künstler ausmacht. Pierre Kröger ist die qualitativ hoch stehende Garantie dafür, dass im Zeitalter der Pseudo-, Geschwätz-, Verpackungs-, Abreiss-, Spuren-, Foto- und so genannter Kunst das menschliche Bedürfnis zur Herstellung und Aneignung von hochgespannten Werken noch immer vorhanden ist und mit Sicherheit bleiben wird.“ Rudolf Krämer-Badoni (Kunstkritiker).[16]
- „Das ist der ganze Kröger: diese unbändige Vitalität, die das Werk durchzieht. Es hängt auch zusammen mit seinem absoluten Freiheitsverlangen. Alles bleibt locker, Ölbild, Gouache, Aquarell, Zeichnung. Die Impulsivität ist so stark, dass sie sich dem Betrachter mitteilt. Diese Leichtigkeit durch alle Techniken ist die Frucht unentwegten Zeichnens, eine Leidenschaft, von der schon der unbotmäßige Schüler ergriffen war und die sich über das Aktzeichnen auf der Darmstädter Werkkunstschule bis zum heutigen Tag fortsetzt.“ Robert d'Hooghe (Kunstkritiker).[17]
- „Rausch und Rhythmus in Pierre Krögers Zeichnungen. Pierre Krögers Werk ist die Hinterlassenschaft eines beispiellosen Aufruhrs schöpferischer Emotionen, einer ekstatisch rauschhaften Entäusserung, in der die Lust des Schauens unvermittelt umgesetzt ist in die Lust des Schaffens.“ Klaus Wolbert (Kunsthistoriker)[18]

## Auszeichnungen
- 1981: Kunstpreis der Stadt Darmstadt
- 1984: Internationaler Senefelder Preis für Lithografie

## Veröffentlichungen
- Pierre Kröger: Aquarelle. Verlag: Edition Braus, Heidelberg, 1990 (ISBN 3-925835-53-9)
- Pierre Kröger: Pastelle & Zeichnungen. Verlag: Edition Braus, Heidelberg, 1992 (ISBN 3-89466-044-9)
- Pierre Kröger, Klaus Wolbert: Pierre Kröger. Gemälde, Aquarelle, Gouachen, Pastelle, Zeichnungen, Druckgrafik. Mathildenhöhe Darmstadt, 8. Januar – 8. Februar 1987. Roetherdruck, Darmstadt 1987

## Einzelausstellungen
Zahlreiche Einzel- und Gruppenausstellungen in Deutschland, Europa, Afrika, Nord- und Südamerika. Galerien in Bonn, Wiesbaden, Mainz, Köln, München, Berlin, Hannover, Düsseldorf, Bad Godesberg, Frankfurt/Main, Zürich, Wien, São Paulo

## Private Sammlungen
Zahlreiche Werke befinden sich in namhaften Privatsammlungen.

## Öffentliche Sammlungen
- Städtisches Kunstmuseum, Bonn
- Kultusministerium, Wiesbaden
- Städt. Sammlungen, Darmstadt
- Hess. Landesmuseum, Darmstadt
- Hess. Staatsarchiv, Wiesbaden
- HEAG, Darmstadt
- Graph. Sammlung Albertina, Wien
- Bauverein AG, Darmstadt
- Universität, Darmstadt
- Sammlung Museum Ludwig, Köln
- Deutsche Schule, Paris
- Museum of Modern Art, New York